# (693) Zerbinetta
(693) Zerbinetta es un asteroide perteneciente al cinturón de asteroides descubierto el 21 de septiembre de 1909 por August Kopff desde el observatorio de Heidelberg-Königstuhl, Alemania.
Está nombrado por Zerbinetta, un personaje de la ópera Ariadne auf Naxos del compositor alemán Richard Strauss (1864-1949).